# Emmanuel de Pastoret
Pour l’article homonyme, voir Pastoret.
Claude Emmanuel Joseph Pierre, marquis de Pastoret né le 24 décembre 1755 à Marseille et mort le 28 septembre 1840 à Paris est un avocat, homme de lettres et homme politique français.
Il fut député de Paris à l'Assemblée législative, dont il fut le président du 3 au 16 octobre 1791. Il fut ensuite président du Conseil des cinq-cents du 18 août au 21 septembre 1796. Il fut également chancelier de France et président de la Chambre des pairs de 1829 à 1830.

## Biographie
Fils d'un lieutenant général de l'amirauté de Provence, Emmanuel de Pastoret fait ses humanités chez les Oratoriens de Lyon, son droit à Aix, voyage en Italie, et, en 1781, devient conseiller à la cour des Aides de Paris.
Peu après, il publie deux Mémoires : Quelle a été l'influence des lois maritimes des Rhodiens sur la marine des Grecs et des Romains ? (1784), et Zoroastre, Confucius et Mahomet comparés comme sectaires, législateurs et moralistes (1787) qui lui valent d'entrer à l'Académie des inscriptions.

### Révolution française
Maître des requêtes l'année suivante (1788), puis directeur général des travaux politiques sur la législation et l'histoire, il se montre favorable à la Révolution, est trois fois président des assemblées électorales de Paris, refuse à la fin de 1790 les portefeuilles de la Justice et de l'Intérieur que Louis XVI lui fait offrir.
Franc-maçon, il est Vénérable Maître de la loge de Paris « Les Neuf Sœurs » du Grand Orient de France de 1788 à 1789.
En 1791, il est élu procureur général syndic du département de Paris.
En cette qualité, il demande à la Constituante, au nom de la députation de Paris qu'il représentait, la transformation de l'église Sainte-Geneviève en « Panthéon patriotique ». Il propose que le bâtiment qui vient d'être achevé et devait être consacré comme église à Sainte Geneviève devienne une nécropole dédiée aux personnalités exceptionnelles qui contribueront à la grandeur de la France, « que le temple de la religion devienne le temple de la patrie, que la tombe d'un grand homme devienne l'autel de la liberté. » Le bâtiment est nommé « Panthéon français » et est modifié en ce sens. Au fronton, est placée l’inscription suggérée par Pastoret : « Aux grands hommes, la patrie reconnaissante. »
Élu, le 3 septembre 1791, député du « département de Paris » à l'Assemblée législative, le 3e sur 24, il préside l'Assemblée le 3 octobre suivant, siège à droite, parmi les constitutionnels, et prend souvent la parole avec une autorité qui le faisait écouter des membres les plus turbulents de la gauche. Le 31 décembre, le département de Paris ayant demandé à être admis le lendemain à l'Assemblée pour lui présenter ses hommages, Pastoret s'élève contre un cérémonial « indigne d'hommes vrais », et fait voter qu'on ne recevrait plus, à l'avenir, aucune félicitation au jour de l'an. Il demanda des mesures répressives contre les émigrés, l'abolition de l'adresse à la couronne au renouvellement de l'année, la suppression des désignations purement honorifiques, vota pour la suppression de l'Université de Paris et fit un long discours pour proposer d'élever une « statue de la Liberté » sur les ruines de la Bastille. Mais dès qu'il s'aperçut que les réformes qu'il avait été le premier à réclamer menaçaient de plus en plus l'autorité royale, il s'emploie à la protéger. Plusieurs fois il monte à la tribune pour séparer la cause de Louis XVI de celle de ses conseillers, et il proteste contre « le 20 juin ».
Après le 10 août, il doit s'enfuir, en raison des menaces qui pèsent sur lui, en Provence, puis en Savoie, d'où il ne revient qu'après la chute de Robespierre.
Élu, le 24 vendémiaire an IV, député du Var au Conseil des Cinq-Cents, et appelé, quelques jours plus tard (6 décembre), à l'Institut, il prend place au Conseil parmi les modérés, s'exprime en faveur de la liberté de la presse, des prêtres fugitifs et des parents d'émigrés, défend les royalistes Brottier et Lavilleurnois, demande que les restes de Montesquieu fussent transférés au Panthéon, propose la fermeture des Sociétés populaires et accuse les directeurs Barras, Rewbell et La Revellière de fomenter des troubles et d'attirer la haine du peuple sur l'assemblée.
En 1795, il parvient à faire annuler la condamnation à mort par contumace pesant sur son ami le comte de Vaublanc, futur ministre de l'Intérieur en 1816, à cause de la participation à l'insurrection royaliste du 13 vendémiaire an IV de ce dernier. Mais il est lui-même « fructidorisé » et, condamné à la déportation, il parvient à échapper aux poursuites, mais doit s'enfuir en exil, toujours accompagné par Vaublanc.

### Consulat et Premier Empire
Après avoir parcouru la Suisse et l'Italie il rentre en France sous le gouvernement consulaire, reste quelques mois à Dijon en surveillance, puis est nommé membre du conseil des hôpitaux en 1801, professeur de Droit au collège de France en 1804, membre de la Légion d'honneur (26 frimaire an XII), chevalier de l'Empire (27 juillet 1808), professeur de philosophie à la faculté des lettres de Paris (1er juillet 1809), et comte de l'Empire le 9 janvier 1810.
Deux fois candidat dans la Seine au Sénat conservateur, il voit ce choix ratifié par Napoléon Ier le 14 décembre 1809. Pastoret exerce son mandat sans relief.
Secrétaire du Sénat en 1814, il refuse de participer aux actes qui amenèrent la déchéance de l'empereur.

### La Restauration et la monarchie de Juillet

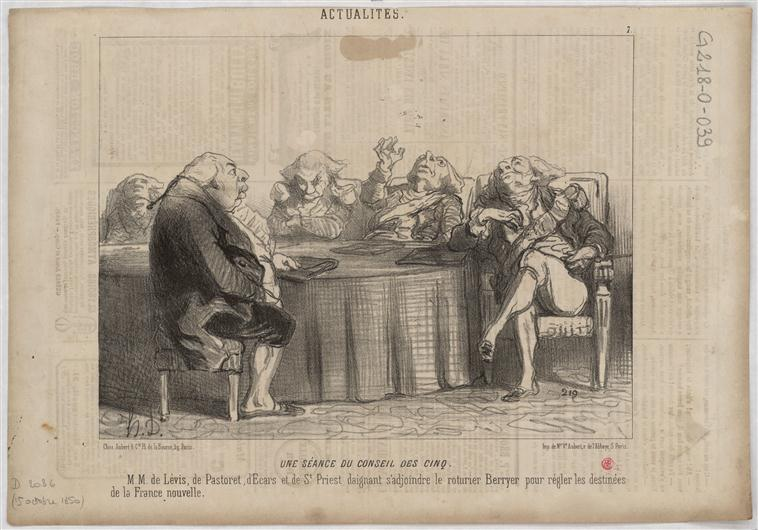
Carricature par Daumier.

À la première Restauration, Louis XVIII le nomme, le 18 mai 1814, membre de la « commission de rédaction », chargée de  rédiger, sous la présidence du chancelier Dambray, la charte constitutionnelle. Le 4 juin, il l'appelle à la pairie, à titre viager.
M. de Pastoret se tient à l'écart pendant les Cent-Jours et reçoit du Roi le titre de marquis héréditaire par ordonnance du 19 août 1815. Le 31 août 1817, il reçoit le titre de marquis-pair héréditaire.
Le 24 août 1820, il est élu membre de l'Académie française, au 24e siège, où il succède à Volney. Vice-président de la Chambre des pairs, il est promu grand officier de la Légion d'honneur le 1er mai 1821, puis grand-croix le 19 août 1823.
En 1825, il est fait par Charles X, à l'occasion de son sacre, chevalier de l'ordre du Saint Esprit. En 1826, il est ministre d'État et membre du conseil privé du roi Charles X, qui l'appelle le 17 décembre 1829 aux fonctions de chancelier de France et président de la Chambre des pairs, à la suite du chancelier Dambray.
En 1830, il résigne toutes ses fonctions publiques pour refus de serment au nouveau régime de Louis-Philippe Ier. En 1834, il devient tuteur des enfants du duc de Berry, charge à laquelle il s'emploie avec beaucoup de dévouement malgré son grand âge.
Sa plaque funéraire est visible dans la chapelle sépulcrale de Villers-aux-Érables.
Son portrait, peint en 1829 par Paul Delaroche, le représentant en tenue de Chancelier de France, est aujourd'hui au musée des Beaux-Arts de Boston.
À Paris, il demeurait dans l'hôtel particulier situé au 6, place de la Concorde, hôtel qui lui venait de sa belle-famille.
Resté dans sa descendance jusqu'au décès de sa petite-fille, en 1890, cet hôtel fut alors vendu et devint, après réaménagement complet, une partie de l'actuel Automobile Club de France.

### Œuvres
Professeur au Collège de France et à la Sorbonne, M. de Pastoret a publié :
- Éloge de Voltaire (1779) ;
- Zoroastre, Confucius et Mahomet, comparés comme Sectaires, Législateurs et Moralistes ; avec le tableau de leurs dogmes, de leurs lois et de leur morale, 1787, Paris, Buisson, 1 vol. in 8°, 6+477 pp ;
- Moyse considéré comme législateur et comme moraliste, 1788, Paris, Buisson, 1 vol. in 8° ;
- Des lois pénales (1790, 2 volumes) ;
- Rapport fait au conseil général des hôpitaux (1816) ;
- Histoire de la législation (Paris, 1817-1837, 11 volumes in 8°) ;

Il a en outre collaboré aux Archives littéraires de l'Europe, à l'Histoire littéraire de la France, aux Ordonnances des rois de la troisième race, dont il a publié les tomes XV à XX.
Il est élu membre de l'Académie des inscriptions et belles-lettres en 1784, de l'Académie française en 1820 et de l'Académie des sciences morales et politiques en 1832.

### Décorations
- Légion d'honneur :
  -  Chevalier de la Légion d'honneur : 1803
  -  Officier de la Légion d'honneur : 1811
  -  Commandeur de la Légion d'honneur : 1815
  -  Grand officier de la Légion d'honneur : 1821
  -  Grand-croix de la Légion d'honneur : 1823
- Chevalier de l'Ordre du Saint-Esprit : 1825

### Mariage et descendance

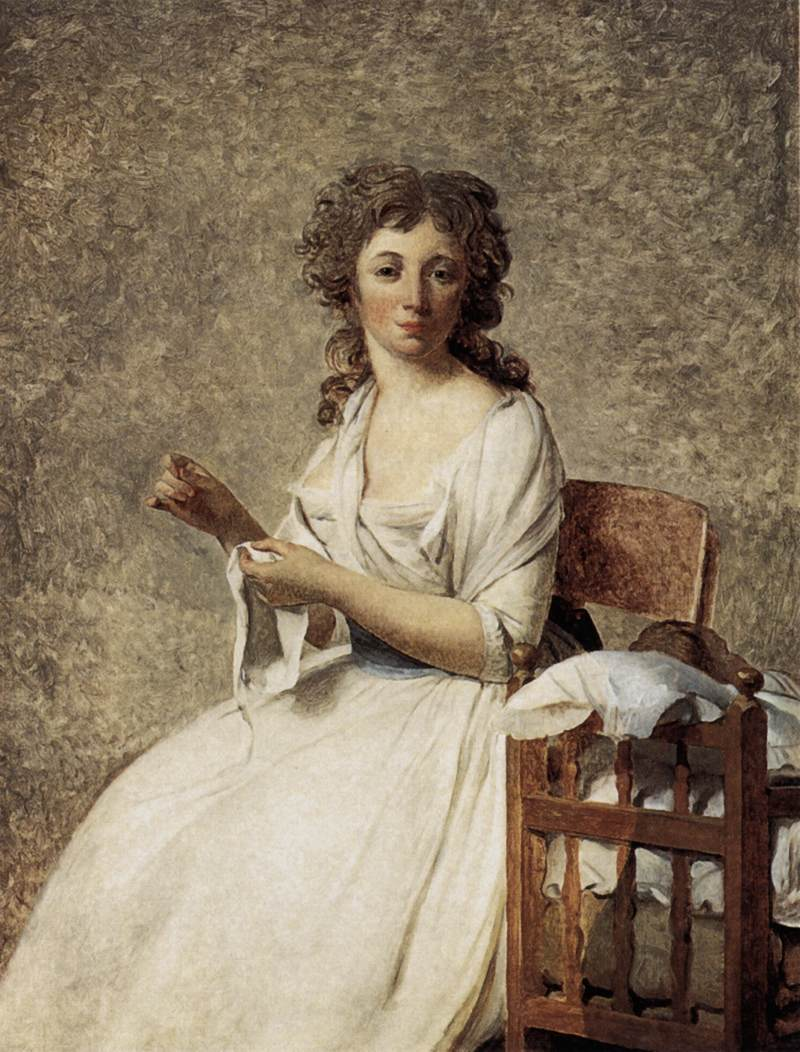
Portrait de madame Pastoret, née Adélaïde Piscatory de Vaufreland, peint par Jacques-Louis David.

Il épouse le 14 juillet 1789 en l'église Saint-Germain-l'Auxerrois, à Paris, Adélaïde Piscatory de Vaufreland (née en 1765 à Marseille, décédée le 26 septembre 1843 à l'âge de 78 ans, au château de Fleury-Meudon), fille du banquier Pierre Piscatory et Marie Adélaïde Rouillé de l'Etang, et sœur du général-vicomte Achille Victor Fortuné Piscatory de Vaufreland. Le portrait de son épouse, peint en 1791 par Jacques Louis David, reste inachevé par suite de la Révolution. En 1811, elle hérite de son oncle, David-Étienne Rouillé de l'Étang, l'hôtel Rouillé de l'Etang, 6 place de la Concorde, qui devient la demeure familiale des Pastoret à Paris. D'où :
- Amédée, marquis de Pastoret, pair de France, né le 2 janvier 1791 à Paris, décédé le 18 mai 1857 à Paris, conseiller d'État, sous-préfet, sénateur. Marié le 20 juillet 1815 avec Louise Alphonsine Alexandre, née le 11 octobre 1795, décédée le 7 juin 1876, d'où :
  - Marie de Pastoret, née le 23 juin 1817, décédée le 4 juillet 1890 au château de Moreuil. Mariée avec Hervé de Rougé, marquis du Plessis-Bellière (6e), né le 18 janvier 1809 au château de Moreuil, décédé le 26 juin 1888 au Château de Moreuil. Sans postérité.
- Maurice, vicomte de Pastoret (1798-1817).

Adélaïde Piscatory de Vaufreland vécut avec le chevalier de Pange un amour partagé mais celui-ci ne put l'épouser et la jeune fille convola avec Monsieur de Pastoret en 1789.
Celui-ci ayant émigré, elle divorça en 1795 pour épouser le chevalier revenu d'émigration, mais celui-ci, désabusé, ne répondit plus à ses sentiments et épousa sa cousine Anne-Louise de Domangeville. Il mourut peu après. Adélaïde se réconcilia avec son mari dont elle eut un fils. Sous l'Empire, elle se consacra aux besoins de la petite enfance et fonda les premières crèches et écoles maternelles.

## Devise
Louis XVIII lui avait donné pour devise : « Bonus semper et fidelis », par allusion aux deux chiens qui supportaient ses armes.

### Iconographie
- Paul Delaroche, Portrait de Claude-Emmanuel Pierre, marquis de Pastoret, 1829, huile sur toile, musée des beaux-arts de Boston.
- David d'Angers, Emmanuel de Pastoret, médaillon en bronze patiné, Châtenay-Malabry, Maison de Chateaubriand.

### Pages connexes
- Hôtel du Plessis-Bellière
- Portrait de Madame Pastoret
- Liste des Chanceliers de France
- Liste des chevaliers de l'ordre du Saint-Esprit
- Liste des membres de l'Académie Française